# Vitor Negrete
Vítor Negrete (São Paulo, 13 de dezembro de 1967 - Monte Everest, 22 de maio de 2006) foi um montanhista brasileiro.

## Biografia
Vitor Negrete foi um engenheiro, ativista social, alpinista e aventureiro brasileiro que alcançou feitos notáveis, como a escalada do Monte Aconcágua (6959 m) pelo maior número de vias, e também foi o primeiro brasileiro a atingir o cume do Everest sem oxigênio suplementar.  
Filho de uma mãe romena (Roma Pytowski) e pai paraguaio (Sílvio Negrete Filho) Vitor viveu as experiências condizentes a uma criança nascida em família de classe média. A mãe havia feito o curso de Farmácia-Bioquímica na USP e o pai era médico.
Desde pequeno Vitor gostava de andar de bicicleta e ainda com 13 anos já saia sozinho em passeios curtos que foram cada vez ficando mais longos, o que permitiu que conhecesse vários parques e bairros longe da sua casa. Dizia que queria viajar o mundo e amava a liberdade.   
Aos 16 anos fez um intercâmbio em ISRAEL, tendo feito várias viagens pela "Terra Santa", Egito e as pirâmides e países europeus tendo visto a neve pela primeira vez. Um dia, em telefonema à sua mãe contou ter dormido numa praia e acreditava que não é preciso ter muito dinheiro para ser feliz.  
Tal experiência o permitiu aprender um pouco de hebraico e se inteirar da cultura judaica, fato que mais a frente iria proporcionar uma interação bem interessante no Everest quando comemorou uma festa do Pessach com turistas israelenses que estavam na montanha. Essa situação mostra como Vitor soube aproveitar as suas oportunidades para interagir com as culturas sempre num estilo alegre e demostrando sua vocação natural para socializar.  
Um marco nas suas aventuras foi a expedição Transamazônica, no ano de 1992, em que ainda aluno de graduação da Unicamp se juntou a outros dois aventureiros ( Igor Alexandre Walter e Osvaldo Stela Martins) para percorrer de bicicleta o trecho de 2.400 km da rodovia iniciando-se por Marabá (PA) e término em Lábrea (AM), conforme reportagem do Jornal da Unicamp. 
Nesta travessia tiveram o patrocínio do jornal Folha de S. Paulo que os remunerou pelas matérias e também parceiros privados que forneceram insumos, alimentos, além de apoio - ainda que indireto - do Exército Brasileiro que os hospedou em hotéis de trânsito, ministrou treinamentos etc. Também se valeram de uma carta de apoio emitida pelo Reitor da Unicamp para obter apoio logístico e hospedagem junto as autoridades locais ao longo do percurso. 
Vitor concluiu graduação em Engenharia de Alimentos pela UNICAMP, a mesma instituição pela qual concluiria o MESTRADO, com bolsa do CNPQ, em 05/06/2001, com a dissertação: "Desenvolvimento de processo à vácuo para geléia de acerola e acompanhamento da vida de prateleira", sob orientação da prof. Dra. Hilary Castle de Menezes. Importante mencionar que mesmo sendo uma obra acadêmica é possível ver ligação com o alpinismo. Nos agradecimentos o autor agradece os pais (Sílvio e Roma) e à Stephany Dean (amiga / namorada) cujo contato inicial se deu em expedições de escalada nas montanhas.
Na Unicamp Vitor teve participação intensa em atividades políticas, sendo um dos coordenadores do DCE (Diretório Central de Estudantes). O JORNAL DA UNICAMP registra alguma das atuações dele como por exemplo a publicação de dezembro/1990 pag. 4 mostra uma reportagem sobre aproximação cultural entre os moradores de casas de estudantes e a população na vizinhança por intermédio do seminário "Moradia aberta". Numa experiência até então pouco comum nos movimentos estudantis, os alunos da Unicamp envolvidos com o projeto abriram os portões de suas casas para receber os membros da comunidade. “ Nossa proposta é estabelecer um vínculo de cooperação, uma relação de troca” , explica Vítor Negrete. Depois do primeiro contato, considerado estimulante, os coordenadores do DCE estão cheios de idéias para dar continuidade ao projeto cultural da moradia. O que eles não desejam, porém, é desenvolver projetos que tenham qualquer feição assistencialista. Acabar com a idéia comum de que o estudante é o estereótipo da desordem é o principal objetivo do grupo. O projeto é ambicioso. Quer transformar o espaço da moradia num centro cultural local. Nesse sentido, além do seminário, no qual foram discutidos diferentes temas de interesse dos estudantes e dos moradores do distrito, houve uma programação de lazer. 
Foi na Unicamp também o início da amizade com RODRIGO RAINERI, que já tinha uma experiência em aventuras, tendo criado um grupo excursionista universitário por nome GAIA, em 1989.
Narra-se que em uma das excursões ao Parque Estadual Turístico do Alto Ribeira (PETAR) Vitor se inscreveu como cliente mas demostrava tanta iniciativa e força física que acabou participando como guia auxiliar. Durante a exploração das cavernas uma das integrantes perdeu os óculos. À noite foi formado um grupo de monitores e Vitor participou, mergulhou no escuro e achou os óculos da garota. Assim conquistava a admiração e aprovação de todos que conviviam com ele.
Ainda precisa-se de maiores pesquisas mas há o relato de Rodrigo Rainieri que Vitor era oficial da cavalaria da reserva. Tal participação no Exército também é um marco nas sua carreira.
Entre várias expedições destaca-se que Vitor escalou o Aconcágua (ponto mais alto das Américas, Cordilheira dos Andes, na Argentina) inclusive pela Face Sul da montanha de elevado nível de dificuldade, sendo o primeiro brasileiro a chegar ao cume, pela rota normal, em pleno inverno, na companhia de Rodrigo Raineri. Tornou-se guia e passou a ministrar cursos para obter recursos para financiar equipamentos e outras expedições. Serviu com guia da alpinista brasileira ANA ELISA BOSCARIOLI que foi a primeira mulher brasileira a atingir o cume dessa montanha pela rota Direta dos Polacos em janeiro de 2003. O Jornal da Unicamp fez ampla cobertura da expedição no Aconcágua.
Fez amizade com repórteres da área de esportes pois entendia que a divulgação do trabalho além de promover o esporte era um facilitador para atrair patrocinadores.
A paixão por aventuras, como é de se imaginar, levou Vitor ao HIMALAIA. Já na primeira expedição (2005) mesmo que ele e Rodrigo Raineiri nunca tivessem feito qualquer escalada acima de 7.000 m já pretendiam, nesta primeira expedição, subir o cume do Everest sem oxigênio. Tal decisão foi alvo de crítica por parte de vários outros alpinistas e os mesmos estavam cientes, veja-se um trecho de mensagem que Vitor enviou por e-mail ao Brasil: "Quando encontramos outros alpinistas a primeira pergunta sempre é: qual foi o outro pico acima de 8.000 m que vocês escalaram?". Ainda nessa mensagem Vitor explicou que existem 14 montanhas acima de 8.000 m de altitude no planeta. A maioria dos alpinistas escala alguma delas, de preferência uma menos difícil, antes de tentar o Everest. Prossegue o relato de Vitor: "Assim encarar o Everest como primeira montanha acima de 8.000 m já seria por si só um projeto ousado. A este desafio adicionamos outra dificuldade extrema: vamos escalar o Everest sem utilizar oxigênio suplementar (oxigênio engarrafado em cilindros). Cada vez mais percebemos que a diferença entre escalar com oxigênio e escalar sem oxigênio é muito grande. Encontramos outros alpinistas que escalaram sem os cilindros e eles confirmaram que é muito duro. Você fica com o raciocínio de uma criança de oito anos. A falta de oxigênio afeta não apenas o desempenho físico mas também o mental".  
Isso mostra como que os desafios, a competição interna que se forma entre os montanhistas vai gerando necessidade de se desafiar cada vez mais. Permanece obscuro se a contínua exigência por feitos inéditos também poderia vir dos patrocinadores,, algo que traz questionamentos éticos. Até que ponto é razoável o patrocinador ficar impondo desafios extras aos alpinistas? 
Em 2 de junho de 2005 chegou ao cume do Monte Everest (8850 m), no Himalaia pela face norte e com auxílio de oxigênio suplementar (registre-se que o uso do oxigênio foi possível porque um dos integrantes da expedição - Clayton Conservani  - que era repórter da TV Globo desistiu de atingir o cume, o que fez com que Vitor usasse os cilindros que estavam reservados ao repórter e mais adiante Rodrigo Raineri desistiu de ter o auxílio do seu sherpa para usar o oxigênio). Nota-se que além do imponderável os alpinistas estavam tomando decisões arriscadas visto que nem Rodrigo nem Vitor tinham qualquer experiência na chamada "zona da morte". 
Houve desencontros e imprevistos nesta expedição fazendo com que escalassem a montanha separados, e no final, apenas Vitor atingiu o cume, e os desentendimentos entre eles quase custaram a vida dos alpinistas pois durante a descida do cume descobriram que a barraca e o equipamento havia sido desmontado e ficaram totalmente expostos ao frio, sem condições de aquecimento e alimentação. A equipe de sherpas falhou gravemente e não há relatos se houve algum tipo de punição ou de multa. 
O fato do equipamento e da barraca estar desmontada obrigou os escaladores a descer a montanha em condições péssimas tendo que literalmente implorar por ajuda e abrigo de outras expedições.
Os detalhes e os acontecimentos dessa expedição estão mais detalhadamente narrados na obra: "No teto do mundo", escrita por Rodrigo Raineri e Diogo Schelp.
No entendimento de Rodrigo Raineri, exposto na obra, Vitor estava muito confiante em escalar sozinho, sendo que por uma questão de segurança para ambos seria melhor que estivessem juntos, pois o equipamento de um poderia falhar e aí como seria? Eles discutiram muito tempo sobre essa expedição, em que pese a longa amizade fica notório que Rodrigo observou uma certa imprudência por parte de Vitor.  Veja-se um trecho da sua obra: " Vitor estava convencido de que estávamos muito bem sozinhos na montanha mais alta do mundo. Já eu insistia em mostrar a ele outro ponto de vista. Chegar no cume é importante, claro. É desde o início, o propósito da expedição. Como em qualquer projeto existem diversos indicadores de sucesso e o cume é apenas um deles". 
Importante mencionar que outro elemento perigoso para as escaladas é uma espécie de competição entre os montanhistas havendo alguns que se dizem "puristas" e  consideram o uso de oxigênio como doping. Tal "competição" cria um constrangimento que se reporta deletério por estimular outros alpinistas a optarem por escaladas com maior risco de vida. 
Na temporada de 2006 Vitor e Rodrigo Raineri retornaram novamente ao Himalaia para escalar o Everest, com o objetivo de atingir o cume sem auxílio de oxigênio, fato até então inédito para um brasileiro. Entretanto, devido aos desencontros e desentendimentos ocorridos no ano anterior ambos entraram num acordo: fariam a expedição, aclimatação e tudo o que fosse possível juntos, mas tendo em vistas as inúmeras variáveis que podem fazer o período de aclimatação ser algo totalmente peculiar a escalada seria individual. Inclusive contrataram 2 sherpas para servir de guia em separado quando fossem atacar o cume da montanha.  
Entretanto a ousadia (irresponsabilidade?) de Vitor cobraria um preço muito alto. Um montanhista experiente, sem dúvida, com plena forma física, mas com histórico de asma na infância e sabedor dos enormes riscos de estar naquela altitude com ar muito rarefeito e se aventurou a atacar o cume sozinho, sem guia, sem outro parceiro e ainda sem os cilindros de oxigênio suplementar.  
A obstinação de Vítor em conseguir realizar o ataque ao cume sem oxigênio foi motivo de muitas conversas entre eles e a equipe de sherpas. Rodrigo aconselhou que era mais adequado o sherpa subir com equipamentos e os cilindros de oxigênio para ofertar toda a ajuda em caso de alguma necessidade, mas Vitor temia que alguém colocasse em dúvida o seu feito, pois poderia haver algum comentário que ele tivesse usado oxigênio do sherpa e isso "macularia" a sua conquista inédita.  
Assim ficou definido que o sherpa iria aguardar Vitor na barraca e ele subiria sozinho com o radio para pedir ajuda em caso de necessidade.  
Vitor iniciou o ataque ao cume por volta de 23:00h do dia 17/05/2026, e atingiu o cume por volta das 13:00h do dia 18/05/2006.   
Os arquivos da câmera de Vitor provam que ele atingiu o cume do Everest e gravou algumas frases, nas quais sua voz está firme, não ser observa tremor da câmera e as falas fazem sentido denotando que estava com boa saúde mental até aquele momento. Fez agradecimentos a Rodrigo e a Caio (amigo e patrocinador).   
Ainda que não se saiba exatamente todos os mínimos detalhes da descida do cume, é fato que Vitor estava provavelmente exausto e com ritmo de descida muito lento, e conseguiu contato pelo rádio com um dos sherpas que foi ao seu encontro e demandou a presença de outro sherpa para auxiliar a descida, visto as péssimas condições em que se encontrava. 
Já tarde da noite Vitor chegou com vida na barraca e os sherpas providenciaram aquecimento, oxigênio, hidratação com chá quente e Vitor chegou a dizer várias mensagens para sua família (cujo registro não foi feito, acredita-se por ter sido falado em português), brincou com os sherpas falando que eles o estavam tratando como se fosse um bebê, mas não resistiu ao desgaste físico, hipotermia e a falta de oxigênio extrema, vindo a falecer nas primeiras horas do dia 19 de maio de 2006 aos 38 anos vítima de edema pulmonar ou  cerebral (provavelmente ambos). Na certidão de óbito emitida pelo tabelionato local e depois transcrita no Registro Civil de Campinas, consta a data do óbito como 22/05/2006.
Foi divulgado pelo alpinista francês Gilles Bouchet uma foto que pode ter sido a última do Vitor ainda em vida. 
A primeira temporada de escaladas de 2006 no Everest foi particularmente trágica em mortes (superada apenas pelo desastre de 1996). Vitor havia manifestado em vida o desejo de que seu corpo deveria permanecer na montanha caso esta viesse a ceifar sua vida. Por esta razão, com autorização da família, Rodrigo contratou equipe específica para retirar o corpo da barraca e o  sepultar  fora da trilha, no próprio Everest (aproximadamente aos 8300 metros, no Acampamento 3) sendo o local exato não informado para se evitar que curiosos pudessem ir ao local fazer fotos ou algo parecido. Assim Vitor descansará em paz na montanha.
Vitor era casado com Marina Soler Jorge e deixou dois filhos (Leon Jorge Negrete, nascido em 03/04/2004 e Davi Jorge Negrete, nascido em 30/06/2005).
Em 2008, foi publicado o livro "Espírito Livre: Da transamazônica ao Everest" contando a trajetória de Vítor como pessoa e montanhista. ISBN 9788586323195.  Tal livro não é exatamente uma biografia mas um relato da viúva sobre as memórias do marido falecido. Além do aspecto bem pessoal é importante observar que a narrativa minimiza as decisões perigosas tomadas em vida pelo montanhista (ex: usar uma barraca de praia totalmente imprópria para escalar montanhas de gelo, iniciar a experiência de escalar altitudes acima de 7.000 m já com o desafio de não usar oxigênio suplementar, a decisão obstinada de obter um recorde) e o apresenta com a imagem de um "herói" que com suas aventuras transmitiria inspiração aos demais e que sua morte seria uma espécie de fatalidade.
Por certo é de se enaltecer a bravura, o espírito esportivo com que encarava os desafios de uma prática de risco como todo praticante de escaladas em alta montanha. Por outro lado é importante também fazer uma discussão sobre a ética no montanhismo e a necessidade de maior transparência na relação entre os patrocinadores, as exigências contratuais visando divulgar marcas e os limites a que o corpo humano está submetido quando há uma competição para sempre ter um feito inédito.
Após o seu falecimento o então presidente da República à época, sr. Luis Inácio Lula da Silva enviou mensagem de condolências na qual destaca além da bravura no esporte os feitos sociais do projeto que Vitor desenvolvia junto a população no vale do Ribeira (como era engenheiro de alimentos, Vitor estava envolvido num projeto para dar aos moradores locais autonomia financeira e processar derivados de banana como doces e outros)

## Homenagens
Em junho de 2006, o GEEU (Grupo de Escalada Esportiva e Montanhismo da Unicamp), do qual foi um dos precursores, homenageou Vitor dando seu nome ao muro de escalada esportiva da instituição. 
No mesmo ano, a Prefeitura de Campinas deu seu nome ao mirante da Torre do Castelo, que passou a se chamar Torre do Castelo - Vítor Negrete.
Em 28 de junho de 2010, a Faculdade de Engenharia de Alimentos da Unicamp também prestou sua homenagem dando o seu nome ao espaço compartilhado entre atividades estudantis da Comissão de Estágios (Comestag) e da Associação Atlética Acadêmica da Faculdade de Engenharia de Alimentos (AAAFEA) .
O JORNAL DA UNICAMP também reportou o falecimento.  E também vários veículos de imprensa de alcance nacional fizeram reportagens, como a Folha de S. Paulo, Estadão ,Gazeta do Povo A curiosidade e o fato de Vitor ser personagem frequente na imprensa fez com que até mesmo bancas de vestibulares fizessem referências ao fato, como nessa questão da UFPR. 
Em 2021 a CBN CAMPINAS fez uma homenagem e lembrou das histórias de VITOR NEGRETE. 